# Sosnî, Litîn
Sosnî (în ucraineană Сосни) este localitatea de reședință a comunei Sosnî din raionul Litîn, regiunea Vinnița, Ucraina.

## Demografie
Componența lingvistică a localității Sosnî
     Ucraineană (99,18%)
     Alte limbi (0,61%)
Conform recensământului din 2001, majoritatea populației localității Sosnî era vorbitoare de ucraineană (99,18%), existând în minoritate și vorbitori de alte limbi.